# Шмидт, Иоганн Фридрих Юлиус
Иоганн Фридрих Юлиус Шмидт (нем. Johann Friedrich Julius Schmidt) — немецкий астроном и геофизик.

## Биография
Иоганн Фридрих Юлиус Шмидт родился в Ойтине, увлекся астрономией ещё в школьные годы. В 14 лет прочитал книгу «Селенографческий фрагмент» Шрётера, благодаря которой приобрёл пожизненный интерес к селенографии. В 1841—1845 работал в Гамбургской обсерватории, где познакомился с известной картой Луны, сделанной Беером и Медлером. Основам астрономических наблюдений его обучал директор Гамбургской обсерватории Рюмкер.
В 1845 году Иоганн был ассистентом Бенценберга в Дюссельдорфской обсерватории. В 1846—1852 был ассистентом Аргеландера в Боннской обсерватории, принимал участие в зонных наблюдениях для каталога «Боннское обозрение». В 1853—1858 руководил частной обсерваторией барона фон Ункрехтсберга близ Оломоуца. В 1856 выпустил книгу «Луна» — первое описание лунной поверхности с геологической точки зрения.
В 1858 правительство Греции пригласило его на пост директора Национальной обсерватории в Афинах, который он занимал до своей кончины в 1884. На протяжении всей жизни Щмидт наблюдал Луну, главным его трудом был вышедший в 1878 большой атлас Луны на 25 листах, полнотой и точностью превзошедший знаменитый лунный атлас Беера и Медлера. В лунном атласе Шмидта отмечено 32 856 кратеров. В течение 40 лет вел систематические наблюдения переменных звёзд, открыл много новых переменных, включая Новую Лебедя в 1876. Сделал несколько сотен зарисовок Юпитера, определил с высокой точностью периоды вращения Юпитера и Марса. Выполнил многочисленные наблюдения солнечных пятен, зодиакального света, комет, туманностей; систематически наблюдал метеоры и метеорные потоки, определил радианты многих потоков. Описал 28 лунных затмений, наблюдавшихся им на протяжении 38 лет.
Наряду с астрономией, занимался геофизикой, в частности, исследованиями земного вулканизма и сейсмичности, иногда — с риском для жизни. Первым использовал барометр-анероид для измерения высоты. Опубликовал работу о физической географии Греции.
Кратер Шмидт на Луне назван в честь трёх однофамильцев — И. Ф. Ю. Шмидта, О. Ю. Шмидта и Б.Шмидта. Кратер Шмидт на Марсе назван в честь И. Ф. Ю. Шмидта и О. Ю. Шмидта.

## Избранная библиография
- «Resultate des zehnjährigen Beobachtungen über Stern-Schnuppen» (Берлин, 1852);
- «Das Sodiakallicht»,
- «Der Mond» (1856);
- «Vulkanstudien» (1874);
- «Studien über Erdbeben» (1875)…